# Tim Brooke-Taylor

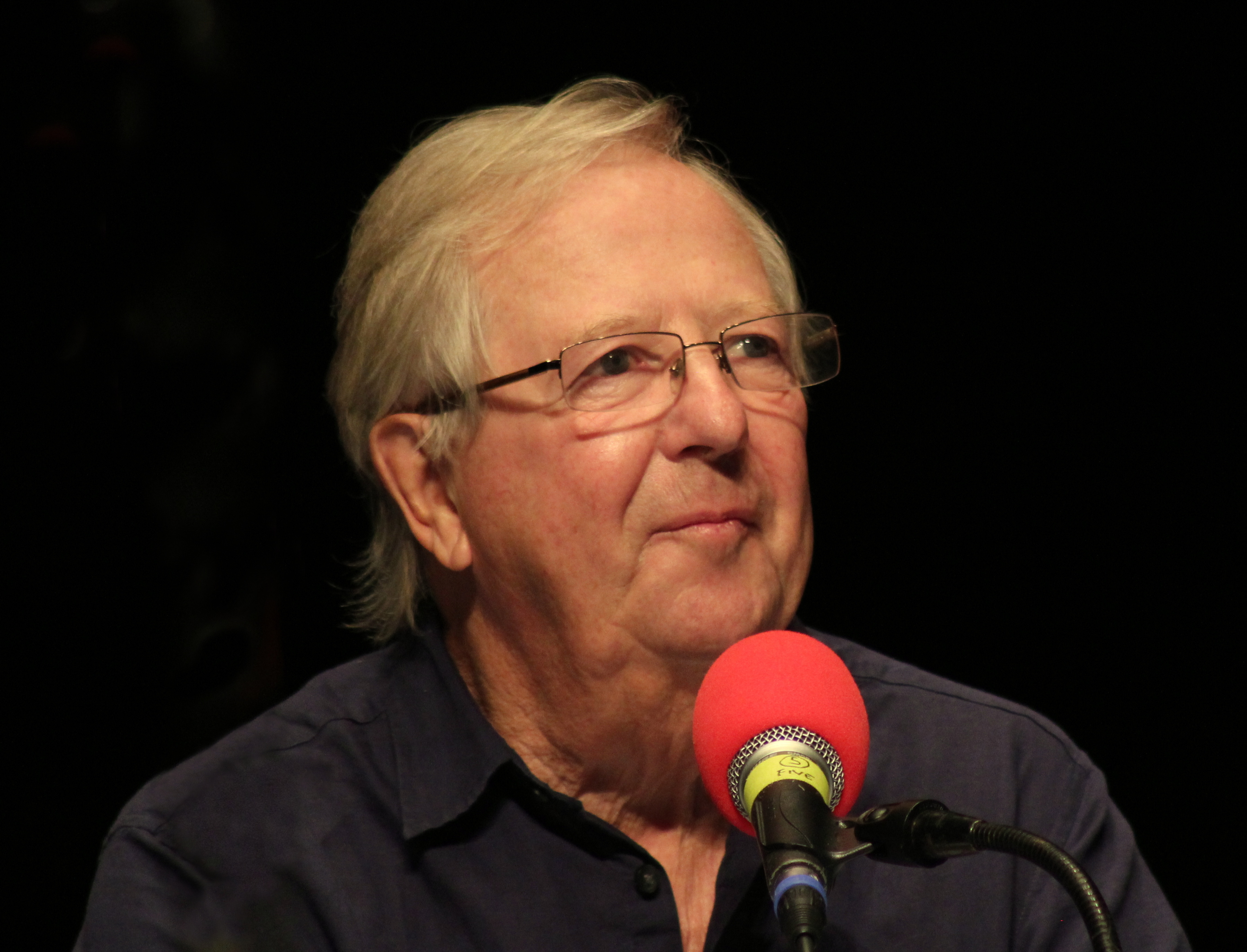
Tim Brooke-Taylor (2014)

Timothy Julian Brooke-Taylor OBE (* 17. Juli 1940 in Buxton, Derbyshire; † 12. April 2020) war ein britischer Schauspieler des komischen Genres, der in Großbritannien am besten für sein Mitwirken im „The Goodies“-Comedy-Trio und in den Radio-Comedysendungen I’m Sorry I Haven’t a Clue und I’m Sorry, I’ll Read That Again bekannt war.

## Leben
Tim Brooke-Taylor war der Enkel des Pfarrers Francis Pawson, der zwischen 1883 und 1885 zwei Länderspiele für die englische Fußballnationalmannschaft bestritten hatte. Seine Mutter war eine Lacrosse-Spielerin und sein Vater ein Anwalt.
Tim Brooke-Taylor stand der Universität St Andrews zwischen 1979 und 1982 als Lord Rector vor und war ein Ehren-Vizepräsident des Derby County FC.
Am 12. April 2020 verstarb Brooke-Taylor im Alter von 79 Jahren während der COVID-19-Pandemie im Vereinigten Königreich an den Folgen einer SARS-CoV-2-Infektion.

## Schule und Universität
Obwohl er mit fünfeinhalb Jahren der Schule verwiesen wurde, studierte Brooke-Taylor am Winchester College und am Pembroke College der Universität Cambridge. Dort besuchte er zunächst Vorlesungen der Wirtschaft und Politik, entschied sich dann aber für Rechtswissenschaften und traf sich mit anderen aufstrebenden Comedians wie John Cleese, Graham Chapman, Bill Oddie und Jonathan Lynn in dem angesehenen Cambridge University Footlights Dramatic Club. 1963 wurde Brooke-Taylor dessen Präsident. Die Footlights Club-Revue A Clump of Plinths war während des Edinburgh Fringe Festivals so erfolgreich, dass die Show in Cambridge Circus umbenannt wurde und von da an im West End in London gespielt wurde. Später gingen sie im September 1964 mit ihrer Show nach Neuseeland und zum Broadway. Er war auch in der Pembroke College Schauspielgemeinschaft, den Pembroke Players, aktiv.

## Karriere
Tim Brooke-Taylor kam schnell zum BBC-Radio mit der hektischen Show I’m Sorry, I’ll Read That Again, in der er auftrat und die er mit schrieb. Mit ihm als die kreischend exzentrische Lady Constance de Coverlet konnte man sich darauf verlassen, dass er in den meisten seiner Sendungen die lauteste Publikumsreaktion auf ihren Erkennungssatz „did somebody call?“ (dt.: „hat jemand angerufen“) bekommen würde, nachdem ein komischer und erkennbarer Vorlauf geliefert worden war, wenn ihre Abenteuergeschichte ihren Höhepunkt oder ein Cliffhanger-Ende erreicht hatte. Weitere Mitglieder des Teams von I’m Sorry, I’ll Read That Again waren John Cleese, Bill Oddie, Graeme Garden, David Hatch und Jo Kendall.
Mitte der 1960er trat Brooke-Taylor mit dem Kanadier Bernard Braden in der Fernsehserie On the Braden Beat auf, wo er die zeitweilig freie Rolle von Peter Cook als E L Wisty übernahm. Brooke-Taylor spielte einen reaktionären rechten Städter, der von sich glaubte, eine Seele von Toleranz zu sein.
1967 wurde Brooke-Taylor ein Autor und Darsteller der Fernseh-Comedyserie At Last the 1948 Show (dt.: Endlich, die 1948-Show) mit John Cleese, Graham Chapman und Marty Feldman. Der berühmte Four-Yorkshiremen-Sketch wurde gemeinschaftlich von den vier Autoren / Darstellern der Serie geschrieben. Der Sketch war einer der wenigen, der die Zerstörung der Serie (durch das Löschen der Bänder) durch David Frosts Paradine Productions (der die Serie produzierte) überlebte. Der Sketch ist auf der DVD von „At Last the 1948 Show“ enthalten. Der „Four Yorkshiremen sketch“ ist auch während Amnesty-Konzertaufführungen gespielt worden (von Mitgliedern der Monty-Python-Gruppe – einmal mit Rowan Atkinson anstelle eines Monty Python-Mitglieds). Er wurde auch während des Monty Python Live at the Hollywood Bowl und anderen Monty Python-Shows gespielt. Außerdem ist er auf Monty Python CDs enthalten, mit dem unvermeidlichen Ergebnis, dass der „Four Yorkshiremen sketch“ jetzt für einen Monty Python-Sketch gehalten wird und dass sein Ursprung (und damit auch die Mitarbeit am Sketch von Tim Brooke-Taylor und Marty Feldman) unglücklicherweise ignoriert, übersehen und vergessen wird.
Brooke-Taylor war 1968 auch in der Pilotsendung von Frosts How to Irritate People dabei, das entwickelt worden war, um das, was später als 'Monty Python'-Comedy-Stil bekannt werden würde, an den amerikanischen Markt zu verkaufen. Viele der Sketche wurden später in der Monty-Python-Fernsehserie wiederbelebt, besonders das Vorstellungsgespräch, in dem Brooke-Taylor den nervösen Bewerber spielte, der vom fragenden John Cleese gequält wurde. Die Show ist auch bemerkenswert, weil es die erste Zusammenarbeit von John Cleese und Michael Palin darstellt.
Von 1968 bis 1969 war Brooke-Taylor ebenfalls Darsteller und Autor der Fernseh-Comedyserie Marty mit Marty Feldman, John Junkin und Roland MacLeod. Eine Zusammenstellung der zwei Staffeln von „Marty“ ist auf einer BBC-DVD unter dem Titel „The Best of Marty Feldman“ veröffentlicht worden.
1969/70 spielte er als „The Voices Of Authority“ in der Kinderserie „Grasshopper Island (Die Grashüpfer-Insel)“, produziert von Joy Whitby („Catweazle“) gleich mehrere Rollen höchst autoritärer Erwachsener.
Etwa um die gleiche Zeit produzierte Brooke-Taylor zwei Serien von Broaden Your Mind mit Graeme Garden (und Bill Oddie, der für eine zweite Spielzeit mitspielte). Die Serie, die sich selbst als „An Encyclopedia of the Air“ beschreibt, besteht aus einer Reihe von Sketchen (oft aus 'I’m Sorry I’ll Read That Again' ausgegliedert), die (locker) durch ein wöchentlich wechselndes Thema verbunden sind. Heute existieren nur noch wenige Minuten dieser Sendung, obwohl Mitschnitte von Hörern von beiden Staffeln überlebt haben. Der Erfolg führte zur Aufnahme der Sendung The Goodies, ebenfalls mit Bill Oddie und Graeme Garden. Die erste Sendung ging im November 1970 von BBC2 aus und war ein riesiger Fernseherfolg, der mehr als ein Jahrzehnt sowohl im BBC-Fernsehen als auch (in seinem letzten Jahr) dem Privatsender London Weekend Television lief. Die Show brachte viele Bücher und Aufnahmen hervor.
Während The Goodies noch lief, spielte Brooke-Taylor in der BBC Radio-Serie Hello, Cheeky! mit, einer derben Stand-up-Comedy-Show mit Barry Cryer und John Junkin. 'Hello Cheeky' wurde auch kurz im Fernsehen gesendet, produziert von dem Privatsender Yorkshire Television.
Nach dem Ende von The Goodies im britischen Fernsehen arbeitete Brooke-Taylor auch wieder mit Garden und Oddie in der animierten Fernseh-Comedyserie Bananaman, in der Brooke-Taylor der Erzähler war und auch die Stimme vom „King Zorg of the Nurks“, von „Eddie the Gent“, „Auntie“ und „Appleman“ sprach. Die Stimme on der Kinderserie Gideon wird auch von ihm gesprochen.
Brooke-Taylor trat mit Bill Oddie und Graeme Garden in der Amnesty International-Show A Poke In The Eye (With A Sharp Stick) auf (bei der sie ihren Hitsong „Funky Gibbon“ sangen): Außerdem traten sie bei der Amnesty International-Show The Secret Policeman's Other Ball in den Sketchen „Top of the Form“ (mit John Cleese, Graham Chapman, John Bird, John Fortune, Rowan Atkinson und Griff Rhys Jones), und „Cha Cha Cha“ (mit John Cleese und Graham Chapman) auf.
Tim Brooke-Taylor, Graeme Garden und Bill Oddie traten bei Top of the Pops mit ihrem Song Funky Gibbon auf. Brooke-Taylor trat auch mit Graeme Garden in der Theaterproduktion von The Unvarnished Truth auf. Eine weitere BBC-Show, in der Brooke-Taylor mitspielte, war I’m Sorry I Haven’t a Clue. Am 18. Februar 1981 war Brooke-Taylor das Thema This Is Your Life bei Thames Television.
Graeme Garden war ein regelmäßiger Teamcaptain in der politischen Satire-Show If I Ruled the World. Tim Brooke-Taylor trat in einer Folge als Gast auf und während einer Runde von „I Couldn't Disagree More“ (dt.: Ich könnte nicht weniger zustimmen) schlug er vor, dass es höchste Zeit sei, die The Goodies-Folgen zu wiederholen. Aufgrund der Spielregeln war Garden dazu verpflichtet, seine Aussage zu entkräften und antwortete „I couldn't disagree more…it was time to repeat them ten, fifteen years ago.“ (dt.: die Zeit, sie zu wiederholen, war vor 10, 15 Jahren). Die Reaktion darauf war ein tobender Applaus vom Studiopublikum.
Brooke-Taylor trat auch im Fernsehen in britischen Sitcoms auf, wie You Must Be The Husband mit Diane Keen, His and Hers mit Madeline Smith und Me and My Girl mit Richard O’Sullivan. Er spielte auch den nervösen Computerprogrammierer in dem Kinofilm Charlie und die Schokoladenfabrik mit Gene Wilder.
2004 waren Tim Brooke-Taylor und Graeme Garden die Moderatoren der Channel 4-Spielshow Beat the Nation, in der sie dem üblichen Spielshow-Geplänkel nachgaben, aber das Quiz selbst ernst nahmen. Oddie präsentiert eine sehr erfolgreiche Serie von Natursendungen für die BBC.
Tim Brooke-Taylor blieb ein beliebter, sofort erkennbarer Radio- und Bühnenschauspieler und trat auf Bühnen in Australien und England auf, meist als Middle-class-Engländer. Etwa 1982 betrat er den neuen Markt der Pantomime als die Dame in Dick Whittington. Er war außerdem Autor und Mit-Autor mehrerer komischer Bücher, die hauptsächlich auf seiner Arbeit im Radio und im Fernsehen und den Sportarten Golf und Cricket beruhen.

## Filmografie (Auswahl)
- 1969: Zwölf plus eins (Una su 13)

## Schriften
als einzelner Autor
- Rule Britannia ISBN 978-0-460-04543-8
- Tim Brooke-Taylor’s Golf Bag ISBN 978-0-09-173702-3
- Tim Brooke-Taylor’s Cricket Box ISBN 978-0-09-163890-0

als Mitautor
- Tim Brooke-Taylor schrieb die folgenden Bücher mit anderen Mitgliedern von The Goodies:

- The Goodies File ISBN 978-0-7221-1886-3
- The Goodies Book of Criminal Records ISBN 978-0-297-77027-5
- The Making of The Goodies Disaster Movie ISBN 978-0-297-77338-2